# Kevin Sharpe (Historiker)
Kevin M. Sharpe (* 26. Januar 1949 in Rochester, Kent; † 5. November 2011 in Southampton) war ein britischer Historiker. Sein Forschungsschwerpunkt lag auf dem England des 17. Jahrhunderts.

## Leben
Sharpe wurde 1949 in Rochester, Kent geboren. Dort besuchte er die Sir Joseph Williamson's Mathematical School. Später studierte er Geschichte am St Catharine’s College der University of Oxford und promovierte bei Hugh Trevor-Roper. Seine Dissertation bildete später die Grundlage für die Monografie Sir Robert Cotton, 1586-1631: History and Politics in Early Modern England für seine erste Veröffentlichung. Von 1974 bis 1979 war Sharpe junior research fellow am Oriel College  der University of Oxford und Lecturer an der University of Southampton. 1994 erfolgte seine Berufung zum Professor an der University of Southampton. 2001 verließ er die Universität und wechselte an die University of Warwick. 2005 wechselte er an das Queen Mary, University of London, wo er als Professor für Early Modern Culture lehrte und das Centre for Renaissance and Early Modern Studies gründete.
Sein Buch Criticism and Compliment: The Politics of Literature in the England of Charles I erhielt 1987 den Whitfield-Preis der Royal Historical Society.
2009 wurde bei ihm eine seltene Form von Lymphdrüsenkrebs diagnostiziert. Nach anfänglich guten Heilungsfortschritten kehrte die Krankheit zurück und Sharpe starb im November 2011 im Southampton General Hospital. Zum Zeitpunkt seines Todes traf er Vorbereitungen, erneut an der University of Southampton zu lehren. Er hatte eine Schwester.

## Veröffentlichungen (Auswahl)
- Sir Robert Cotton, 1586-1631: History and Politics in Early Modern England (1979)
- Criticism and Compliment: The Politics of Literature in the England of Charles I (1987)
- The Personal Rule of Charles I (1992)
- mit Peter Lake (Hrsg.): Culture and Politics in Early Stuart England (1993)
- Remapping Early Modern England: The Culture of Seventeenth-Century Politics (2000)
- mit Steven N. Zwicker (Hrsg.): Writing Lives: Biography and Textuality, Identity and Representation in Early Modern England (2008)
- Tudor Monarchy: Authority and Image in 16th-Century England (2009)
- Image Wars: Promoting Kings and Commonwealths in England, 1603-1660 (2010)
- Rebranding Rule: The Restoration and Revolution Monarchy, 1660-1714 (2013)
- Reading Authority and Representing Rule in Early Modern England (2013)